# Alina Granwehr
Alina Granwehr (* 13. Juli 2003) ist eine Schweizer Tennisspielerin.

## Karriere
Granwehr begann mit vier Jahren das Tennisspielen und spielt hauptsächlich bei Turnieren der ITF Women’s World Tennis Tour, wo sie bisher fünf Turniersiege im Einzel und zwei im Doppel erreichte.
2017 bis 2021 wurde Granwehr jeweils Schweizer Meister in ihrer Altersklasse.
2017 wurde sie als 13-Jährige bei der U14-Team-Europameisterschaft beim Qualifikationsturnier in der Ukraine mit der Schweiz Fünfte. Sie überzeugte auch beim Turnier in Kreuzlingen.
2018 erreichte Granwehr als erst 14-Jährige den Halbfinal des mit 15'000 US-Dollar dotierten ITF-Turniers Verbier Open.
2019 erhielt sie eine Wildcard für das Hauptfeld im Dameneinzel der mit 25'000 US-Dollar dotierten Verbier Open, wo sie aber bereits ihr Erstrundenmatch gegen Marina Yudanov mit 3:6 und 1:6 verlor. Im Doppel startete sie an der Seite von Jenny Dürst. Das Duo verlor aber ebenfalls bereits die Auftaktbegegnung gegen İpek Soylu und Kathinka von Deichmann mit 4:6 und 2:6.
2020 gewann Granwehr das J4 Overath.
2021 erhielt sie eine Wildcard für das Hauptfeld beim mit 25'000 US-Dollar dotierten ITF-Turnier ITF Women’s Open Klosters, wo sie mit Siegen über Sarah-Rebecca Sekulic und Eléonora Molinaro bis in den Achtelfinal kam. Dort verlor sie gegen Lena Papadakis mit 2:6, 6:4 und 2:6. Bei den ebenfalls mit 25'000 US-Dollar dotierten Verbier Open 2021 verlor sie, ebenfalls mit einer Wildcard für das Hauptfeld im Dameneinzel ausgestattet, bereits in der ersten Runde gegen Joanne Züger mit 4:6 und 2:6. Auch bei den mit 60'000 US-Dollar dotierten TCCB Open 2021 kam sie über eine 2:6- und 4:6-Erstrunden-Niederlage gegen Elsa Jacquemot nicht hinaus. Auch bei den ebenfalls mit 60'000 US-Dollar dotierten Elle Spirit Open scheiterte sie bereits in der ersten Runde des Hauptfelds des Dameneinzels knapp in drei Sätzen an Chiara Scholl mit 6:0, 1:6 und 4:6. Dagegen konnte sie im Doppel mit Partnerin Nina Stadler den Halbfinal erreichen. Im Juli 2021 wurde Granwehr Junioren-Vizeeuropameisterin der U18.
2022 erhielt sie eine Wildcard für das Hauptfeld im Dameneinzel des mit 60'000 US-Dollar dotierten Bellinzona Ladies Open.
Seit 2020 spielt Granwehr in der 2. Bundesliga in Österreich für den TC Bludenz.

## Turniersiege

### Einzel
| Nr. | Datum              | Turnier            | Kategorie | Belag     | Finalgegnerin           | Ergebnis       |
| --- | ------------------ | ------------------ | --------- | --------- | ----------------------- | -------------- |
| 1.  | 19. September 2021 | Dijon              | ITF W15   | Sand      | Valentina Ryser         | 4:6, 6:2, 6:2  |
| 2.  | 16. Juni 2024      | Norges-la-Ville    | ITF W15   | Hartplatz | Jekaterina Owtscharenko | 5:7, 6:3, 7:65 |
| 3.  | 13. April 2025     | Monastir           | ITF W15   | Hartplatz | Hina Inoue              | 7:5, 7:61      |
| 4.  | 11. Mai 2025       | Kuršumlijska Banja | ITF W15   | Sand      | Darja Astachowa         | 6:4, 5:7, 6:2  |
| 5.  | 15. Juni 2025      | Madrid             | ITF W15   | Sand      | Geng Xinle              | 6:3, 6:2       |

### Doppel
| Nr. | Datum              | Turnier            | Kategorie | Belag | Partnerin        | Finalgegnerinnen                       | Ergebnis         |
| --- | ------------------ | ------------------ | --------- | ----- | ---------------- | -------------------------------------- | ---------------- |
| 1.  | 16. September 2022 | Dijon              | ITF W15   | Sand  | Jade Bornay      | Nicole Gadient Chelsea Vanhoutte       | 6:2, 6:3         |
| 2.  | 10. Mai 2025       | Kuršumlijska Banja | ITF W15   | Sand  | Madelief Hageman | Ana Candiotto Justina Gonzalez Daniele | 5:7, 6:3, [10:7] |

## Trivia
Granwehr wird von der Schweizer Sporthilfe unterstützt.